# Kenichiro Meta
Kenichiro Meta (født 2. juli 1982) er en tidligere japansk fodboldspiller.
Han har spillet for flere forskellige klubber i sin karriere, herunder Avispa Fukuoka, Kyoto Sanga FC, Tochigi SC og Tokushima Vortis.